# 日食之战
《日食之战》是一款由晶体动力制作和发行的太空射击游戏。游戏于1995年在世嘉土星发行。游戏后移植至PlayStation等平台。
游戏的情节主要涉及太空作战。玩家可以在太空自由漫行。
《電腦遊戲世界》给予本游戏7.7/10的分数。